# Cinema Avenida (Manresa)
El Cine Avenida fou un cinema de Manresa situat a la Muralla de Sant Domènech, 15.
Es va inaugurar el 23 d'octubre del 1954 en la que aquell moment s'anomenava Avenida del Generalísimo. L'arquitecte fou Josep Firmat Serramalera, que el va projectar per encàrrec de la família Clotet, que es dedicava al negoci del gra. La sala presentava dues singularitats: la platea no era recta, sinó que feia una mica de curvatura; i la família Clotet, propietària del cinema, hi tenia una llotja, a la qual accedia directament des del seu pis. A la inauguració de l'Avenida s'hi van projectar les pel·lícules Murió hace quince años, protagonitzada per Paco Rabal, casat amb l'actriu manresana Assumpció Balaguer, i també Capitán China.
El cinema obria només els dissabtes, diumenges i festius. En els primers temps, s'hi projectaven les mateixes pel·lícules que al cinema Apolo, però en ordre invers. Les dues sales eren explotades pel mateix empresari. A la meitat de la dècada dels cinquanta, va passar a mans de la companyia Padró i a partir d'aquell moment oferia el mateix programa doble que el Cinema Catalunya però també amb l'ordre invers. Ha quedat en el record dels manresans les anades i vingudes d'un noi amb bicicleta o d'un home amb un carretó, que treballaven per a la casa Padró, transportant les bobines de les pel·lícules entre l'Avenida i el Catalunya i viceversa. En cada sessió, la pel·lícula considerada “més bona” es projectava tres vegades al Catalunya i dues a l'Avinguda, i la “menys bona” tres a l'Avinguda i dues al Catalunya. D'aquesta manera, amb el lloguer d'una sola pel·lícula, es podia projectar en dues sales. De tant en tant, havia passat que els rotlles estaven mal posats i la pel·lícula no s'entenia però era igual, al cap i la fi, es tractava de passar la tarda del diumenge.
S'hi van fer algunes sessions de Cineclub manresa el 1956 amb les projeccions d'Italia en color i amb documentals com Recuerdo de Italia i Siracusa, ciudad de Dionisio, entre d'altres. L'activitat principal a l'Avenida va ser el cinema, però el local va acollir també en alguna ocasió altres esdeveniments. El 22 d'abril de 1963, per celebrar que Manresa era Ciutat Pubilla de la Sardana, s'hi va organitzar un concert de sardanes amb dues cobles: la Cobla Barcelona i la Cobla La Principal de la Bisbal. Durant els anys de la Transició, el Cinema Avenida també va acollir diversos actes polítics. El Cinema Avenida va tancar portes el 1983 i, al cap de pocs anys, es va reconvertir en pàrquing, ús que conserva actualment.